# Trachypithecus melamera
Trachypithecus melamera is een zoogdier uit de familie van de apen van de Oude Wereld (Cercopithecidae). Hij behoort tot de onderfamilie van de slankapen. De soort komt voor in het oosten van Myanmar en Zuidwest-China. In eerste instantie werd het als ondersoort of soms zelfs als synoniem van de Phayrelangoer (Trachypithecus phayrei), totdat Roos, et al. de aap als aparte soort afsplitste in 2020.